# Diplogeomyza conformis
Diplogeomyza conformis är en tvåvingeart som beskrevs av Mcalpine 1967. Diplogeomyza conformis ingår i släktet Diplogeomyza och familjen myllflugor. Inga underarter finns listade i Catalogue of Life.